# Delta Force: Xtreme
Delta Force: Xtreme (рус. Delta Force: Первая кровь) — 3D-шутер от первого лица, ремейк первой части Delta Force, разработанный и изданный NovaLogic для платформы ПК (Windows).

## Описание
Три сюжетных линии: Перу, Чад и Новая Земля.
Возможность выбора и управления транспортом.
Расположение и задачи старых уровней остались те же, что и в оригинальной игре, все миссии, погодные эффекты, физика и улучшенный ИИ как врагов, так и товарищей по команде.
Многопользовательская часть имеет 20 совместных миссий, в которых игрок может принимать участие с друзьями, а также около 20 уровней для режимов Deathmatch, «Царь горы», командный «Царь горы», командный Deathmatch и Захват флага до 32 игроков.

## Отзывы критиков
На Metacritic Игра имеет рейтинг средний 65 из 100 основываясь на 9 рецензиях критиков, а средняя оценка от пользователей ресурса составляет 5.7 из 10.
Российский портал AG.ru поставил проекту 64 %.
Delta Force: Xtreme раскритиковали за отсутствие связного сюжета, слабость искусственного интеллекта и общую однообразность заданий. Вместе с тем, мультиплеерный режим игры в целом был встречен тепло, хотя схожесть оного с другим проектом студии — Joint Operations не осталась незамеченной.
| Сводный рейтинг       | Сводный рейтинг |
| Агрегатор             | Оценка          |
| --------------------- | --------------- |
| GameRankings          | 66,73 %         |
| Иноязычные издания    |                 |
| Издание               | Оценка          |
| GameSpot              | 7,2             |
| GameSpy               | 3/5             |
| GameZone              | 8,5             |
| Русскоязычные издания |                 |
| Издание               | Оценка          |
| Absolute Games        | 64 %            |